# Бондарчук Іван Панасович
Іван Панасович (Опанасович) Бондарчук (нар. 20 лютого 1924, село Макаківка, тепер Старосілля Коростенського району Житомирської області — 23 червня 2013, місто Вінниця) — радянський діяч, секретар Вінницького обласного комітету КПУ, 1-й секретар Вінницького районного комітету КПУ Вінницької області. Кандидат економічних наук, професор. Герой Соціалістичної Праці (26.02.1958).

## Біографія
Народився в селянській родині. Закінчив Кіровоградський сільськогосподарський технікум.
До червня 1941 року працював бухгалтером колгоспу села Макаківки Лугинського район Житомирської області, був секретарем комсомольської організації колгоспу.
Під час німецько-радянської війни у 1941 році був членом і керівник підпільної комсомольської організації в селі Макаківці. З 1942 року воював у радянському партизанському загоні в Лугинському районі Житомирщини, був диверсантом, командиром розвідувально-диверсійної групи партизанського загону «За перемогу» партизанського з'єднання імені Щорса в Житомирській області. Невдовзі його розвідувально-диверсійна група у складі партизанського з'єднання здійснила глибокий рейд у німецький тил по територіях Рівненської, Волинської, Львівської областей та Польщі. У квітні 1944 року Іван Бондарчук був важко поранений і переправлений на лікування в госпіталь.
Член ВКП(б) з 1943 року.
Піцсля демобілізації працював директором Лугинського промкомбінату Житомирської області.
У 1951 році закінчив Дніпропетровську партійну школу.
У 1951—1956 роках — секретар Вінницького районного комітету КПУ; голова виконавчого комітету Вінницької районної ради депутатів трудящих Вінницької області.
У 1956 — січні 1963 року — 1-й секретар Вінницького районного комітету КПУ Вінницької області. У січні 1965 — грудні 1973 року — 1-й секретар Вінницького районного комітету КПУ Вінницької області.
6 грудня 1973 — 21 вересня 1985 року — секретар Вінницького обласного комітету КПУ з питань сільського господарства.
Заочно закінчив історичний факультет Вінницького педагогічного інституту.
З вересня 1985 року — персональний пенсіонер у місті Вінниці.
Працював заступником директора із наукової роботи Українського науково-дослідного інституту кормів. Потім — професор, завідувач кафедри фундаментально-економічних дисциплін Вінницького кооперативного інституту. Автор 8 монографій, 90 наукових праць.
Помер 23 червня 2013 року у Вінниці.

## Нагороди та відзнаки
- Герой Соціалістичної Праці (26.02.1958)
- орден Леніна (26.02.1958)
- орден Вітчизняної війни І ст. (11.03.1985)
- орден Вітчизняної війни ІІ ст. (14.07.1945)
- два ордени Трудового Червоного Прапора (8.04.1971)
- орден Червоної Зірки (5.01.1944)
- орден «Знак Пошани» (31.12.1965)
- медаль «Партизанові Вітчизняної війни» І ст.
- медаль «Партизанові Вітчизняної війни» ІІ ст.
- медаль «За доблесну працю у Великій Вітчизняній війні 1941—1945 рр.»
- медалі